# Katsumasa Kuroki
Katsumasa Kuroki (黒木克昌 Kuroki Katsumasa?) (9 de enero de 1973) es un luchador profesional japonés, más conocido por su nombre artístico Magnum TOKYO. Kuroki es famoso por su trabajo en Toryumon, Dragon Gate y HUSTLE, habiendo sido la mayor estrella de estas promociones durante su carrera en ellas.
Actualmente, figura como el director de la delegación de Daido-juku en Kōtō (Tokio), donde dirige el Kuroki Dojo.

## Carrera
Durante su infancia y juventud, Katsumasa se destacó en karate, béisbol y baloncesto, pero no estaba interesado en la lucha libre profesional, dedicándose a trabajar en la empresa de su padre. No fue hasta más tarde, cuando acudió a un evento de Wrestle Association R y quedó admirado por Último Dragón, que decidió que este sería su camino. Kuroki comenzó a trabajar en WAR como asistente personal de su director Genichiro Tenryu, quien le presentó a Dragón, y después de pedirle en varias ocasiones ser su aprendiz, Kuroki fue finalmente acogido por Último para su recién fundado Último Dragón Gym en México, formando parte de la primera clase.

### Toryumon (1997-1998)
Katsumasa debutó el 11 de mayo de 1997 en Toryumon Mexico, derrotando a Nobuhiko Oshima. Poco después, Kuroki cambió su nombre a Magnum Tokyo, inspirado en el actor pornográfico Magnum Hokuto, y adoptó el gimmick de un estríper, caracterizándose por sus brillantes trajes y bailes durante su entrada. El 6 de diciembre de ese año, Magnum ganó la Young Dragons Cup después de derrotar a Dr. Cerebro. Kuroki permaneció en la empresa hasta principios de 1998, luchando además en International Wrestling Revolution Group y Consejo Mundial de Lucha Libre en representación de Toryumon. El mismo año, y gracias a los contactos de Último Dragón, Magnum y otros luchadores fueron contratados por la World Championship Wrestling.

### World Championship Wrestling (1998)
Durante su participación en World Championship Wrestling, Kuroki apareció bajo el nombre modificado de Tokyo Magnum. Haciendo equipo con Shiima Nobunaga y otros miembros de Toryumon, Magnum fue usado como jobber, sin conseguir victorias importantes. Debido al antifaz que Tokyo solía llevar hasta el ring, los fanes le comparaban de vez en cuando con Tuxedo Mask del anime Sailor Moon.
Su mayor momento en WCW llegó cuando intentó formar parte de Dancing Fools (Disco Inferno & Alex Wright), para lo que aparecía bailando detrás de ellos en la rampa para llamar su atención. Su presencia finalmente se hizo manifiesta en Road Wild 1998, cuando intervino en el combate entre ellos y The Public Enemy (Rocco Rock & Johnny Grunge), causando accidentalmente su derrota. Por ello, Wright y Disco declararon la siguiente semana que si quería ser un miembro del dúo, Tokyo debía impresionarles en un combate contra Eddie Guerrero. Sin embargo, Magnum perdió el combate en menos de dos minutos, por lo que fue rechazado.
Después de un tiempo de inactividad, Tokyo abandonó WCW.

### Retorno a Toryumon (1998-2004)

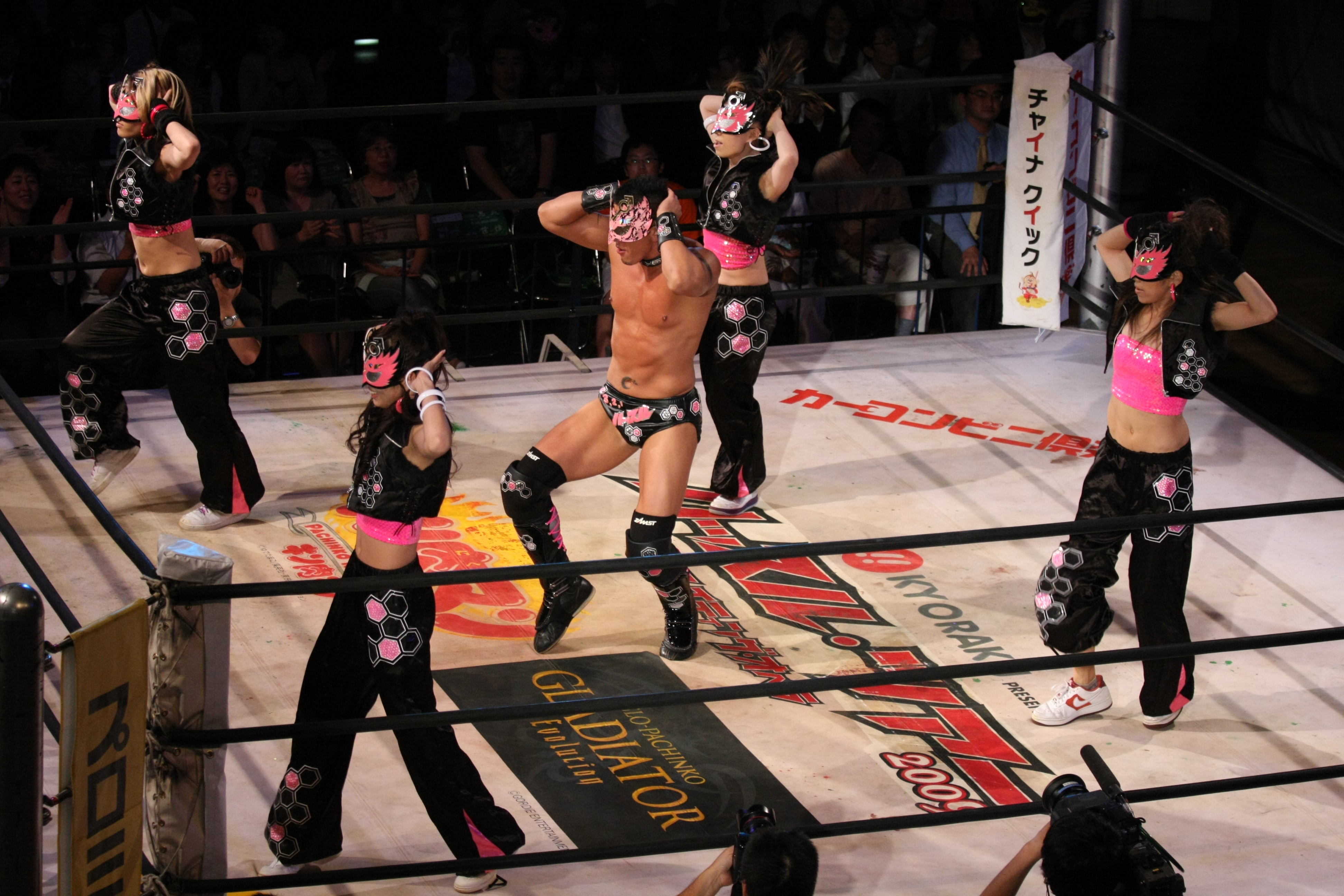
Magnum TOKYO en medio de su séquito de bailarinas.

A finales de 1998, Magnum y el resto de luchadores de Toryumon volvieron a Japón, siendo trasladados a la sucursal de la empresa allí, Toryumon Japan. Kuroki retornó a su nombre Magnum TOKYO (ahora escrito parcialmente en mayúsculas) y amplió la vistosidad de su gimmick, realizando una danza coreografiada con bailarinas y luces multicolores y entrando a través del público para que las fanes introdujeran billetes en sus mallas. Además, fue ascendido al nivel del as de Toryumon, convirtiéndose en el máximo face y en el líder de todos los luchadores libres de la empresa, quienes recibían el nombre colectivo de Toryumon Seikigun. Desde el primer día, se inició un violento feudo entre el Seikigun y los principales villanos de Toryumon, el grupo heel Crazy MAX (CIMA, SUWA, TARU & Don Fujii), que atacaba a todo el que se interpusiera en su camino de dominar Toryumon Japan. A un nivel más personal, Magnum entró en una rivalidad con CIMA, quien como líder de Crazy MAX tenía el mismo estatus de as que TOKYO.
A mediados de 2002, TOKYO se volvió heel y adoptó el apodo de "Mr. Egoist".

### Dragon Gate (2004-2006)
Poco después del cierre de Toryumon Japan debido a la partida de Último Dragón, quien se llevó el nombre de Toryumon con él, el resto de los luchadores iniciaron la empresa Dragon Gate.
En agosto de 2006, TOKYO sufrió una grave lesión ocular, tomándose varios meses de inactividad. Sin haber mejoría en todo este tiempo, Kuroki declaró que se retiraba de la lucha libre profesional.

### HUSTLE (2008-2009)
En noviembre de 2008, Katsumasa volvió de su retiro para la empresa HUSTLE. Su primera aparición fue en un segmento en el que RG estaba en la cafetería de HUSTLE discutiendo con Akari y Honkon sobre el misterioso estado de HG, que había sido secuestrado y sometido a experimentos por el grupo heel Takada Monster Army. HG había recibido el inesperado efecto secundario de conseguir poderes extraordinarios, pero un estado de debilidad física después de usarlos había levantado las sospechas de sus aliados. Honkon propuso contratar a un detective  privado al que conocía, que acababa de llegar de combatir a las mafias de Hong Kong. Momentos después, el mencionado aparecería realmente en la cafetería, siendo el propio Kuroki bajo el nombre de Alan Kuroki y ostentando un gimmick de detective, vestido con trajes blancos y gafas de sol. Este se ofreció a investigar el asunto y a sustituir a HG en tanto que durase su ausencia, y demostró sus habilidades esa misma noche salvando a RG y a Akari de los esbirros del Monster Army, anunciando que tenía un nuevo caso en HUSTLE.
Tras el retorno de HG, este se mostró irritado por la suspicacia de Kuroki, pero los dos conectaron después de hacer equipo en el ring por primera vez, y Kuroki se convirtió en un miembro habitual del HUSTLE Army. Sin embargo, poco después, en el evento de Hustlemania 2008, se reveló que los poderes de HG eran realmente un método camuflado para lavarle el cerebro lentamente y convertirle en otro de los miembros del Monster Army. De este modo, HG se convirtió en el brutal villano Monster HG y se volvió contra KG y Alan, abandonando su bando. Heridos en sus sentimientos y orgullo profesional, respectivamente, RG y Kuroki prometieron que rescatarían a HG, y entraron en un feudo con ellos. Kuroki en concreto tendría una serie de enfrentamientos contra Monster HG en combates por equipos, que culminaron en uno individual. Sin embargo, la noche anterior a su encuentro, Monster HG se burló de Alan y le acusó de ser realmente Magnum TOKYO de incógnito, algo que RG ya había comentado con anterioridad, pero que Kuroki decía considerar de poca importancia. En ese momento, Kuroki admitió que efectivamente era Magnum TOKYO, que había trabajado como detective a su salida de Dragon Gate (kayfabe) para encontrar un nuevo propósito en su vida y expiar su pasado como "Mr. Egoist". Katsumasa entonces volvió a utilizar el gimmick de Magnum TOKYO y derrotó a Monster HG en trío de combates. Sin embargo, TOKYO no tenía confianza en que lograsen revertir a HG a su estado normal por ese medio, y volvió sus atenciones al mismo Generalissimo Takada, el líder del Takada Monster Army, llegando a la conclusión de que sólo derrocándole podrían tomar el control y curar a HG. Takada envió contra él a Lance Cade y René Bonaparte, a los que TOKYO venció con ayuda de TAJIRI, y a Toshiaki Kawada, al que Magnum venció en persona. Además, la misma noche de su victoria sobre Kawada, RG logró por fin hacer despertar a HG de su control mental y volver al HUSTLE Army, terminando el trabajo de Kuroki.
Más tarde, Magnum TOKYO logró derrotar a Esperanza the God, el último enviado de Generalissimo Takada, por lo que este anunció sorprendentemente su retiro y pasó la dirección de la empresa a Magnum. Sin embargo, King RIKI irrumpió y asesinó a Takada, formando los días siguientes un nuevo stable heel llamado Riki Corps. En HUSTLE Jihad 2009, Riki Corps derrotó al HUSTLE Army, siendo el último evento de HUSTLE debido al cierre de la empresa.

## En lucha

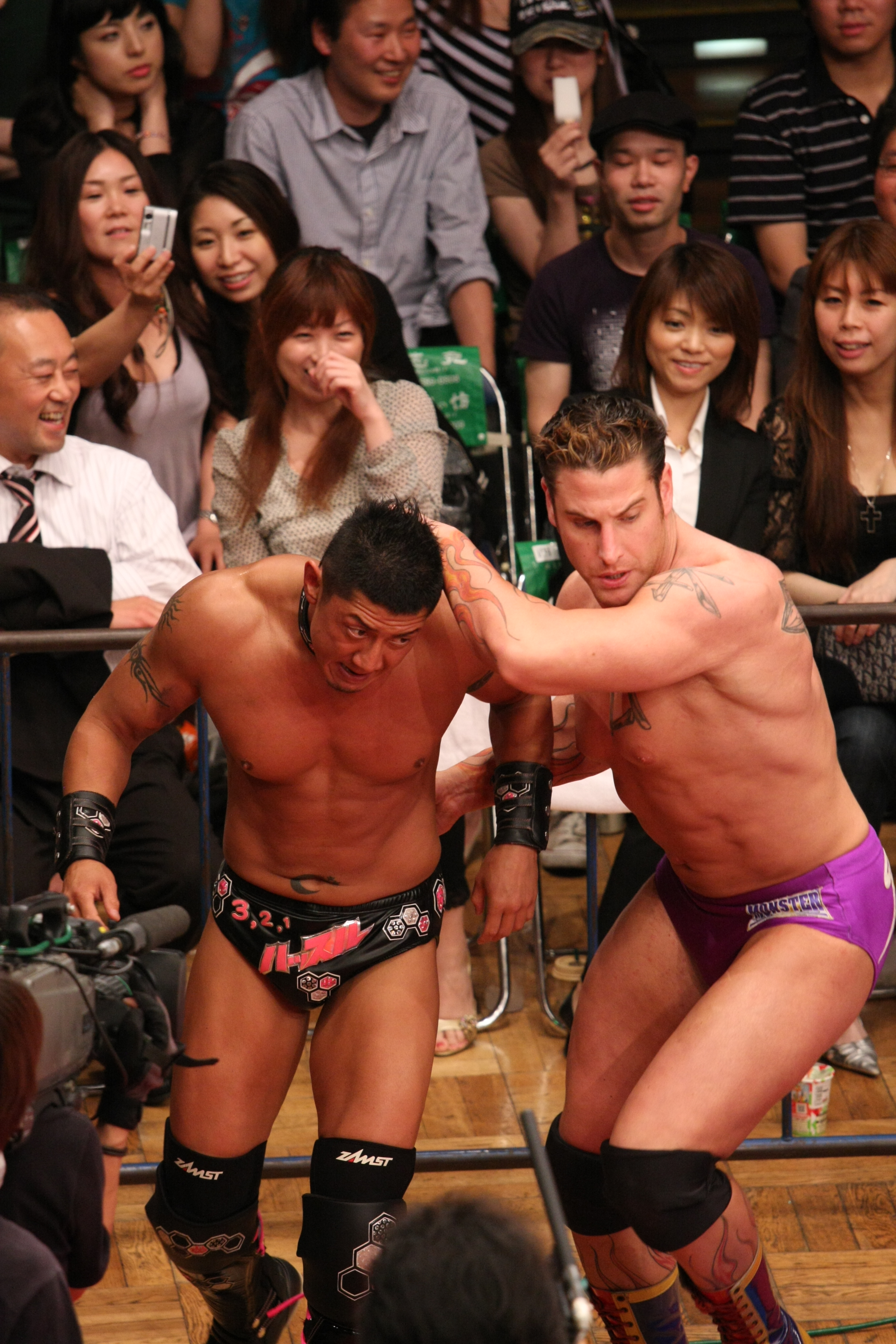
Magnum TOKYO (izquierda) luchando contra René Bonaparte (derecha) en 2009.

- Movimientos finales
  - AV Star Press[1][2] (Shooting star press)
  - Egoist Driver[1][2][3] / Viagra Driver[1][2] (Pumphandle sitout scoop slam piledriver)[3]

- Movimientos de firma
  - Zetsuen[1][2][3] (Jumping spinning savate kick a un oponente agachado)[n. 1]
  - Erect Smash[1][2][3] (Straight jacket spinning side slam)
  - 44[1][2][3] (Lifting spining DDT)[1]
  - Destiny Elbow[1] (Standing corkscrew somersault elbow drop con burlas)
  - Gyrating Frankensteiner[1][3] (Super hurricanrana con burlas)
  - STPheromone[1][3] (Arm trap cross-legged STF)
  - P.O.S.[2][3] (Hammerlock side slam)
  - R.O.M.[2] (Missile dropkick a un oponente arrodillado)
  - Ryuukon Lariat[7] (Running lariat) - adoptado de Genichiro Tenryu
  - Arm wrench inside cradle pin[8]
  - Backflip kick[1]
  - Brainbuster[8]
  - Bridging full Nelson suplex[1]
  - Bridging straight jacket suplex
  - Diving crossbody
  - Dropkick,[8] a veces desde una posición elevada[8]
  - Drop toehold[9]
  - Enzuigiri[8]
  - Inverted facelock
  - Low blow
  - Pumphandle powerbomb[8]
  - Roundhouse kick
  - Running hip attack[9]
  - Slingshot somersault senton, a veces hacia fuera del ring
  - Springboard hurricanrana
  - Springboard moonsault,[8] a veces hacia fuera del ring[8]
  - Suicide dive[9]
  - Victory roll

- Mánagers
  - TOKYO Dancers

- Apodos
  - "Mr. Egoist"[2]

## Campeonatos y logros
- International Wrestling Revolution Group
  - IWRG Intercontinental Middleweight Championship (1 vez)
  - Copa Higher Power (1998) - con Último Dragón, Ryo Saito, Shiima Nobunaga, Judo Suwa, Sumo Fuji & Lyguila

- Michinoku Pro Wrestling
  - British Commonwealth Junior Heavyweight Championship (1 vez)

- Toryumon
  - Último Dragón Gym Championship (1 vez)
  - UWA World Trios Championship (1 vez) - con Dragon Kid & Ryo Saito
  - El Número Uno (2002)
  - Young Dragons Cup Tournament (1997)

- Pro Wrestling Illustrated
  - Situado en el N°44 en los PWI 500 de 2001[10]
  - Situado en el N°73 en los PWI 500 de 2002[11]
  - Situado en el N°136 en los PWI 500 de 2003[12]
  - Situado en el N°74 en los PWI 500 de 2006[13]
  - Situado en el N°467 dentro de los mejores 500 luchadores de la historia - PWI Years, 2003[14]